# Alucita phricodes
Espèce
Alucita phricodes est une espèce australienne de lépidoptères de la famille des Alucitidae.

## Description
L'envergure est d'environ 10 millimètres.

## Répartition
On trouve Alucita phricodes en Australie, du plateau d'Atherton, dans le Queensland, à Batemans Bay, en Nouvelle-Galles du Sud.

## Écologie
Les chenilles se nourrissent des bourgeons et des fleurs de Pandorea jasminoides et Pandorea pandorana (en).